# Agats Meadow Indian Reserve 8
Agats Meadow Indian Reserve 8 är ett reservat i Kanada.   Det ligger i provinsen British Columbia, i den sydvästra delen av landet, 3 600 km väster om huvudstaden Ottawa.
I omgivningarna runt Agats Meadow Indian Reserve 8 växer i huvudsak barrskog. Trakten runt Agats Meadow Indian Reserve 8 är nära nog obefolkad, med mindre än två invånare per kvadratkilometer.